# Сидорычев, Михаил Владимирович
Михаи́л Влади́мирович Сидо́рычев (8 июня 1979, Иваново, СССР) — культурист-любитель, пауэрлифтер. Участник команды профессиональной лиги силового экстрима.

## Биография
Михаил Сидорычев родился 8 июня 1979 года в Иванове.
С детства начал активно заниматься спортом. С 6 лет занимался спортивной акробатикой при цирковой школе, с 11 лет — греко-римской борьбой. В 16 лет Михаил стал кандидатом в мастера спорта по борьбе. После этого пришёл в пауэрлифтинг.
В 24 года стал мастером спорта международного класса (МСМК) по пауэрлифтингу.
С 2003 года занимался силовым экстримом. В 2004 году вошёл в состав сборной России по силовому экстриму. На протяжении шести лет Михаил Сидорычев выступал за сборную России.
После смерти президента Лиги силового экстрима России Владимира Турчинского в декабре 2009 года, этот вид спорта в России угас, и Михаил Сидорычев стал фитнес-инструктором в клубе «Марк Аврелий». После чего решил попробовать себя в соревновательном бодибилдинге. В 2011 году состоялся дебют Сидорычева на чемпионате Москвы, где он занял второе место. С 21 по 23 мая 2011 года в Софии проходил Чемпионат Европы IFBB по бодибилдингу среди мужчин, на котором Михаил Сидорычев стал чемпионом Европы в супертяжёлом весе (свыше 100 кг).
Работа
Место работы:
- С 1999 по 2004 год — отдел Физической защиты Управления Федеральной Службы Налоговой Полиции.
- 2004 год — Управление Федеральной Службы Госнаркоконтроля в отделе специального назначения.

## Карьера спортсмена

### Победы в силовых видах спорта
- 2 место в г. Владимир на чемпионате России по Силовому Экстриму в 2004 году.
- 1 место в г. Иваново на соревнованиях «Богатырские Игры» (2003).
- 2 место на этапе Кубка России в г. Иваново (2004).
- 1 место на соревнованиях по пауэрлифтингу (2007) в категории 125+ кг.
- 3-кратный победитель этапов кубка России по силовому экстриму.
- Абсолютный чемпион России по мас-рестлингу (2009).
- 2 место в г. Саратов на соревнованиях «Битва первых» (2017).

### Антропометрия
- Рост 188 см[1]
- Вес в межсезонье 145 кг[1]
- Бицепс 58 см[1]
- Бедро 76 см[1]

### Силовые показатели
- Жим лёжа 280 кг[1]
- Становая тяга 370 кг[1]
- Присед 410 кг[1]
- Сумма 1060 кг[1]